# Болгарський олімпійський комітет
Болгарський олімпійський комітет (болг. Български олимпийски комитет) — організація, що представляє Болгарію в міжнародному олімпійському русі. Заснований 1923 року; зареєстрований в МОК 1924 року.
Штабквартира розташована в місті Софія. Є членом МОК, ЕОК та інших міжнародних спортивних організацій. Здійснює діяльність з розвитку спорту в Болгарії. 

## Голови
- Ефтім Кітанчев (1923 — 1925)
- Димитрій Станчев (1927 — 1929)
- Велізар Лазарів (1929 — 1941)
- Рашко Атанасов (1941 — 1944)
- Володимир Стойчев (1952 — 1982)
- Іван Славков (1982 — 2005) [3]
- Стефка Костадінова (2005 — Н.В.) [4]